# متباينات الخيشوم
متباينات الخيشوم (الاسم العلمي: Heterobranchia) هي طبقة من الرخويات تتبع صنف بطنيات الأرجل المستقيمة من طائفة بطنيات الأرجل.

## رتب
- جناحيات الأرجل
- عاريات الخيشوم
- مخيشميات الشكل (الاسم العلمي:Pleurobranchomorpha)